# 오다큐 전철 3000형 전동차 (2002년 도입)
오다큐 3000형 전동차(일본어: 小田急3000形電車 (2代))는 오다큐 전철(오다큐)이 2001년도 이후부터 운용하고 있는 통근형 전동차이다.
기존 차량에 비해 차체 구조 등에 대해 대폭적으로 재검토되어 더 나아가 비용 삭감과 환경 부하 저감을 도모한 차량으로 등장했으며 증비 과정에서 '통근·근교 전동차 표준 사양 가이드 라인'이 제정되고 이에 따라 차체의 기본 구조에 변경이 가해지고 있기 때문에 제조 연차에 따라 세부 사양이 다른 것이 특징이다. 2001년부터 2006년까지 합계 312량이 제조되었으며, 고도 성장기부터 오일 쇼크 시기에 걸쳐 제조된 2600형(NHE차)·초대 4000형·5000형·9000형을 교체하면서 오다큐의 통근 차량에서는 최다 량수가 되었다. 2010년도 이후 일부 편성의 증강을 위해 중간차만 증비되었다.
본문에서는 다음 필요에 따라 다음의 표기를 사용한다.
- 오다큐에서는 편성 표기 시에는 '신주쿠 방면 선두 차량의 차량 번호(신주쿠 측 선두차의 차호)×량수'라는 표기를 사용하고 있기[2] 때문에, 본문도 따라서 특정의 편성을 표기할 때에는 '3263×6""3654×8' '3091×10'로 표기.
- 특정 차량을 표기하는 경우는 차량 번호에서 '데하 3200번대' 등과 같이 표기.
- '산측'이라고 할 경우, 오다와라 방면을 향해 우측.
- '바다측'이라고 할 경우, 오다와라 방면을 향해 좌측.
- '1차 도입분'으로 한 경우 2001년부터 2002년까지 제조된 차량.
- '2차 도입분'으로 한 경우 2003년 1월부터 같은 해 6월까지 제조된 차량.
- '3차 도입분'으로 한 경우 2003년 11월부터 2004년 4월까지 제조된 차량.
- '4차 도입분'으로 한 경우 2004년 7월부터 같은 해 11월까지 제조된 차량.
- '5차 도입분'으로 한 경우 2005년 3월부터 같은 해 7월까지 제조된 차량.
- '6차 도입분'으로 한 경우 2005년 9월부터 2006년 2월까지 제조된 차량.
- '7차 도입분'으로 한 경우 2006년 3월부터 같은 해 6월까지 제조된 차량.
- '8차 도입분'으로 한 경우 2006년 12월부터 2007년 2월까지 제조된 차량.
- '9차 도입분'으로 한 경우 2010년도 이후에 제조된 중간차[* 2].

## 등장의 배경
21세기에 이르러 사회적으로는 '환경 부하 저감'이나 '배리어 프리화'에 많은 관심이 제시되었다. 또한 사회 환경의 변화나 불황 등에 의한 수송 인원 감소 추세에서 더욱 비용 절감도 요구되었기 때문에 일본의 철도 업계에서는 차량의 사양이나 기기의 표준화에 의해 코스트 절감을 도모하고 '표준 차량'에 대한 대응이 시작되고 있었다. 한편 오다큐에서 당시 통근 차량의 주력으로 운영되었던 2600형·5000형·9000형은 제조에서 30년 전후가 되었으며 여객 서비스 수준에서는 충분하다고는 말할 수 없고, 교체를 검토하는 시기였다.
이러한 환경 하에서 '환경 부하 저감'과 '배리어 프리 추진'을 컨셉으로 저비용을 강하게 의식했으며 기존 차량 모두 연결이 가능하고, 하코네 등산 선에도 입선하는 지상선 전용 차량으로 등장한 것이 3000형이다.

## 차량 개설
본문에서는 등장 당시의 사양을 기본으로 증비중의 변경 사항을 개별적으로 기재하고, 갱신에 의한 변경에 대해서는 연혁에서 서술한다. 증비중의 변경 사항에 대해서는 본문 아래의 일람표도 참조한다.
전장 20m 차량에 의한 6량 고정 편성과 8량 고정 편성으로 제조되고 있으며, 2011년 이후는 중간차를 증비하여 6량 고정 편성에 조성되면서 10량 고정 편성이 등장하고 있다. 형식은 선두차가 제어차의 쿠하 3050형으로 중간차는 전동차의 데하 3000형과 부수차 사하 3050형이다. 차량 번호에 대해서는 본문 아래의 편성표를 참조.
1차 도입분으로는 2000형에 준하는 사양이 채용되고 있는 것에 비해 2차 도입분에는 '통근·근교 전동차 표준 사양 가이드 라인'에 맞춰 범용품의 도입을 확대했으며, 3차 도입분 이후에는 가이드 라인에 의한 표준화 사양의 기기류를 채용한 '표준형 차량'으로 이행했다.

### 차체
선두차·중간차 모두 차체 길이 19,500mm, 전체 길이 20,000mm(연결면 포함)로 차체 폭은 2,786mm로 했다. 차체는 1000형·2000형과 마찬가지로 프레임·구체와 스테인레스 강철제로 한 올 스테인리스 차량으로, 일차식 블록 공법을 적용하여 측면 출입문 부분의 외판이 독립되어 있으며, 막판 부분 중에 이음매가 있다. 1000형·2000형과 마찬가지로 표면을 달피니쉬(금속 표면) 마무리로 하고 있으며, 출입문 부분에 대해서는 헤어 라인 마감으로 하는 것으로 엑센트한 형상을 구현했다. 차체 단면 형상은 2600형에서 2000형까지 연속 차체하부 압축 구조에서 벗어난 직선으로 했다. 외판은 1000형·2000형 두께 1.5mm에서 2.5mm로 그만큼 차체 하부 창 밑(요판)이나 구석 판자의 보강을 할애하는 것에 의한 경량화를 도모했으며 적절한 측면 기둥을 배치하면서 차체의 강도를 유지했다. 이것은 비용 절감으로도 연결되는 방안이기도 하다. 또한 바닥의 높이는 지금까지의 차량보다 30mm 낮게 설정하여 홈과의 단차를 축소하는 것을 도모했다. 차체 이외의 부분에서도 기술한 경량화를 도모한 결과 이전의 오다큐의 스테인리스 차량과 비교해 약 15%의 경량화를 실현했다. 덧붙여 8차 도입분 이후는 2005년 4월에 JR 후쿠치야마 선에서 발생한 사고를 토대로 골격의 재질과 부재의 판 후(판 두께)의 변경을 실시하고 측면 충돌시의 차체 강도 향상을 도모하면서 자중이 증가했다.
앞면은 일반 차량에서는 2200형 이래 비관통형이라 그 동안의 오다큐 통근 차량의 이미지와는 크게 다르다. 전면의 구체를 덮는 부분은 재활용을 고려하여 1000형·2000형의 섬유 강화 플라스틱(FRP)제 성형품에서 강철제로 변경하여 실버 메탈릭으로 도장했다. 2차 도입분까지는 선두차의 앞유리 하부 띠에 청색 띠를 넣고 있었으며 기기 구성이 바뀐 3차 도입분 이후에는 가늘고 짧은 띠로 변경되었다.
전면 하부에는 프레임 하부 덮개가 설치되었는데 3차 도입분부터는 형상이 변경되어 측면에도 배장기를 장착할 수 있는 구조로 된 것 외에 승무원 승강대와 일체화되었다.
측면 승객용 출입문은 각 차량 모두 4곳으로 높이 치수를 지금까지의 차량보다 40mm 높인 1,870mm로 했다. 출입문 폭에 대해서는 1차 도입분에서는 2000형에서 계속 승무원실(운전실)에 인접한 부분만 1,300mm, 그 이외의 부분은 모두 1,600mm 폭의 양미닫이 출입문으로 했으며 2차 도입분 이후에서는 모든 출입문이 1,300mm 폭으로 변경되었다. 차량 간의 관통로는 800mm로 한다.
측면 창의 배치는 1차 도입분에서 승객용 출입문 간에는 도어 포켓 창과 1,000mm 폭의 추가 하강창을 배치했으나, 2차 도입분 이후에는 도어 포켓 창을 생략하고 측면 창은 더 나아가 하강 창과 고정 창의 조합이다. 차량 단부의 창은 1차 도입분이 도어 포켓 창만 있으며, 2차 도입분에서 7차 도입분까지 고정식으로 하고 8차 도입분 이후에는 더 나아가 하강창이 되었다. 모든 측면 유리는 UV컷 차광 유리로 되어 있어 승객용 창의 롤 커튼은 폐지되었다. 출입문 창에 대해서는 복층 유리로 함으로써 결로 방지책과 함께 출입문 부분에서의 단차 해소를 도모했다. 또한 오다큐의 통근 차량에서는 처음으로 처면의 창을 폐지했다.
전면, 측면 모두 종별·행선 표시기는 LED식이다. 측면의 표시기는 2차 도입분의 3258×4까지 가로 128픽셀 x세로 32도트 인데 비해 2차 도입분의 3259×6 이후는 가로 192도트×세로 48도트으로 확대하고 시인성 향상을 도모했다. 또한 7차 도입분 이후에는 풀 컬러식 LED표시기를 채용했다.

### 실내
좌석은 모두 롱시트로 승객용 출입문 사이에 7명이 착석하고 승객용 출입문과 연결면 사이에는 3명 분의 좌석이 배치된다. 좌석은 버킷 시트를 채용하여 모켓은 빨간색부터 보라색의 그라데이션 무늬이며 우선석에서는 배색을 역전시킴으로써 동일한 무늬를 사용할 수 있게 했다. 좌석은 착탈의 유지 보수를 고려하여 7명분 전좌석을 3명분과 4명분으로 분리하며, 1차량 중 2군데는 긴급 탈출용 슬로프로 사용하기 위해 분할하고 있지 않다. 2차 도입분 이후는 편측 캔틸리버식 좌석을 채용하고 좌석의 칸막이막도 대형화된 것 외에 우선석은 청색 계열의 모켓으로 구분한다. 선두차의 좌석 중 승무원 조수석 측 뒤의 부분은 휠체어 공간을 만들었으며 휠체어 이용이 없을 때 사용하기 위한 3명분 수납식 좌석을 설치했다. 스탠션 폴(손잡이 봉)은 6차 도입분까지는 7명분 좌석의 중앙부 근처에 1개, 7차 도입분·8차 도입분에는 7명분 좌석과 우선석에 1개, 9차 도입분에는 7명분 좌석에 2개, 우선석에 1개씩 배치했다. 스탠션 폴(손잡이 봉) 형상은 1차 도입분이 직선으로 구성되어 있으며 우선석 부근만 구부러지고 위치를 낮췄다. 2차 도입분 이후에는 선반과의 접속 부분은 곡선을 붙였다. 9차 도입분에는 스탠션 폴(손잡이 봉)의 곡선 반경을 크게 하는 것 외에 우선석 부근의 스탠션 폴(손잡이 봉)에 노란색 커버를 장착했다.
실내 화장판은 옅은 회색계, 출입문 부분만 나뭇결 무늬로 했다. 바닥은 짙은 회색으로 분홍색의 돌결 무늬로 했으며, 9차 도입분에는 출입문 부근의 바닥 미끄러짐 방지를 황색으로 하는 것으로 명확히 구분한다. 관통문 유리 면적은 위아래 치수를 1,355mm로 확대하여 차내에서의 조망을 배려했다.
손잡이는 선반 사이의 중앙부에도 증설하는 동시에 지금까지의 차량보다 50mm·우선석 부분에서는 100mm 낮게 위치해있다. 매달린 손잡이는 1차 도입분에서 원형이었지만 2차 도입분에서는 삼각형으로 변경되었다.
차내 안내 표시기는 3차 도입분까지는 LED 스크롤식 안내 표시기를 각 차량의 승객용 출입문 상부 4군데에 엇갈림 배치로 설치했으며, 4차 도입분에서는 액정 모니터식 안내 표시기를 엇갈림 배치로 변경하고, 5차 도입분 이후에는 액정 모니터를 모든 승객용 출입문 상부에 설치했다. 방송 장치는 자동 방송 장치를 탑재하여 병결한 기존 차량에도 자동 방송이 가능하도록 했다.
출입분 구동장치는 공기식과 다르지 않으나 3차 도입분 이후에는 문 닫힘 이후 일정 시간 압력을 약화시켜 닫힘을 약화시키는 제어 기구가 추가되었다.

### 주요기기
바닥 밑 기기에 대해 지금까지의 차량은 대차를 제외한 검은색으로 통일된 것을 모두 회색으로 변경했다.
운전대는 오다큐의 통근 차량에서는 처음으로 주간 제어기에 제동을 일체화된 원핸들식이 채용되었으며 특급 차량과 달리 왼손 조작식으로 했다. 5차 도입분에서 핸들 형상은 변경되었다. 또한 운전석의 위치를 지금까지의 차량보다 차체 중앙부로 440mm 이동하여 운전석으로부터의 전망을 개선하고 거주 공간의 확대를 도모했다. 계기판은 운전대를 감싸듯 스위치나 계기류를 배치하여 컬러 모니터 표시기가 포함된 데스크 형태로 했다. 경적에는 공기 피리는 AW-5C형·전자 피리에는 야하타 전기 산업 제품의 YA-00138형이 탑재되었다. 3차 도입분부터는 차량의 정보를 관리하는 시스템으로 TIOS(열차 정보 오다큐형 관리 장치)가 도입되면서 차체의 배선이 삭감되었다. 이에 따라 3차 도입분 이후의 쿠하 3250번대의 차량에는 TIOS독체 장치가 설치되었다. 출입문 닫힘 조작으로 사용하는 잠금 스위치는 열쇠 잠금이었던 것을 누르는 단추식의 호체 해제 스위치로 변경했다. 9차 도입분 사하 3150번대·사하 3250번대에서는 공장에서 분할되었을 때 간이 운전대 장치를 장착할 수 있는 단자와 제동관을 처면에 수납한다.
제어 장치는 미쓰비시 전기제의 IPM-IGBT 소자 2레벨 방식의 VVVF 인버터 제어 장치가 채용되었다. 1차 도입분과 2차 도입분에서는 주전동기 2대의 제어를 실시한 (1C2M)유닛을 1군에, 이를 3군에서 1대의 기기로 한 MAP-196-15V96형을 채용한 데하 3200번대와 데하 3400번대의 차량에 설치하고 있다. 3차 도입분 이후에서는 인버터 1기로 주전동기 4대를 제어하는 (1C4M)유닛을 1군에, 1대의 장치 속에 2군의 기기를 탑재한 MAP-196-15V115형을 데하 3200번대·데하 3600번대·데하 3800번대의 차량에, 1군에서만 사용하는 MAP-196-15V116형을 데하 3400카운터의 차량에 탑재했다. 모두 소자의 냉각 방식을 드라이 패널에 자연 냉각으로 하는 것으로 냉매의 사용을 폐지하고 장치의 간략화에 의한 신뢰성·관리성 향상과 경량화를 꾀하고 있다. 또한 벡터 제어 방식을 채용하여 안정된 가속력 및 제동력 확보를 도모하고 있는 것 외에 정속 운전 기능도 도입되었다.
주전동기는 미쓰비시 전기제의 자기 통풍식 농형 3상 유도전동기를 채용하고 있으며 1차 도입분과 2차 도입분에서는 출력 180kW의 MB-5092-A형, 기어비는 99:14=7.07로 한 것에 비해 3차 도입분 이후는 출력 190kW의 MB-5102-A형을 채용하여 기어비를 97:16=6.06으로 설정함으로써 동일한 속도의 주전동기 회전수의 저감에 의한 저소음화를 도모했다. 구동 방식은 지금까지의 통근 차량과 같은 WN 구동이다.
제동장치는 회생 제동 병용 전전기지령식 전자 직통제동(MBSA-R)으로 함으로써 공기 배관의 삭감에 따른 경량화를 도모하고 정지 직전까지 회생 제동을 유효하게 하면서 정지까지 전기 제어를 실시한 전기 제동을 채용했다. 전자직통제동(공기 지령 계통)의 제동 장치를 탑재한 1000형까지의 기존 차량과 병결 운행을 할 때에는 제동을 서로 변환하기 위해 브레이크 독체 장치를 쿠하 3250번대의 차량에 탑재했다. 기초 제동 장치는 싱글식(편압식)으로 오다큐에서는 처음으로 유닛 제동이 채용되었다. 또한 활주 방지 제어 장치를 설치하여 스키드 방지를 도모한다.
대차는 경량화를 도모하여 도큐 차량 제조제 축량식 액슬 박스 지지 방식 볼스터리스 대차를 채용했다. 전동 대차가 TS-1026형, 부수 대차는 TS-1027형으로 모두 고정축 거리는 2,100mm, 차륜 지름 860mm로 방음링 탑재 차륜이다. 부수 대차에는 활주 방지 제어용 속도 센서를 축 끝에 마련하고 있다. 좌우동의 방지를 위해 공기 스프링은 앞뒤 방향으로 부드럽고 좌우 방향으로는 딱딱한 것으로 했다. 덧붙여 1차 도입분과 2차 도입분에서는 데하 3300번대와 데하 3500번대의 오다와라 방면의 대차는 부수 대차로 하고 있다.
연결기에 대해서는 편성 양단은 회전자식 밀착 연결기, 편성 중간은 반영구형 연결기로 한다. 쿠하 3250번대 이외의 차량에서는 비상시 외에는 연결하지 않기 때문에 연결기에는 공기 배관도 두지 않고 있다. 쿠하 3250번대에서는 다른 연결을 고려한 96심의 전기 연결기를 탑재했지만 5차 도입분 이후의 전기 연결기는 96코어에 더해 36심의 전기 연결기를 하부에 설치한 2단식이 된다.
집전장치(팬터그래프)는 30000형 EXE에서 채용 실적이 있는 싱글암식을 채용하여 데하 3200번대·데하 3400번대·데하 3600번대·사하 3750번대·데하 3800번대의 차량에 설치했다. 습판은 강설시의 착설량 절감을 도모하기 위해 강도를 높이고 테두리를 옅게 하는 알루미늄제로 했다. 또한 상승 검지 장치를 마련함으로써 운전대 모니터에서 상승과 하강의 확인이 가능하도록 했다.
냉방 장치에 대해서는 오다큐에서는 처음 집중식 냉방 장치를 채용했다. 1차 도입분에서 2차 도입분의 3258×6까지는 냉방 용량 42,000kcal/h의 미쓰비시 전기 CU-705형, 2차 도입분의 3259×6이후는 50,000kcal/h의 용량을 가진 미쓰비시 전기 CU-709형, 3차 도입분 이후에는 CU-709와 동일한 성능으로 TIOS에 대응한 미쓰비시 전기 CU-710형을 채용했다.
보조 전원장치는 IGBT 소자식 정지형 인버터(SIV)를 채용했다. 출력은 1차 도입분에서 2차 도입분의 3258×6까지는 130kVA, 2차 도입분의 3259×6이후는 140kVA로 한다. 더 나아가 3차 도입분 이후 8량 편성에서는 210kVA로 했다. 모두 출력 전압을 3상 교류 440V로 하여 인통된 전선 두께를 줄이는 방법으로 경량화를 꾀하고 있다. 전동 공기압축기(CP)에 대해서는 3상 교류 440V에서 구동되는 저소음 스크롤식의 RC1500형을 탑재했다.

## 연혁
2001년도에는 1차 도입분이 4편성 투입되어 2002년 2월 10일부터 영업 운행을 시작했다. 이로써 2600형 NHE차의 폐차가 진행되었다. 2002년도에 도입된 2차 도입분에는 '통근·근교 전동차 표준 사양 가이드 라인'에 의한 표준 차량 모델에 맞추고 범용 장치의 도입이 확대되었다. 또한 2002년 8월에는 3254×6편성에 방음 스커트를 설치했으며 소음 감소 효과를 확인하는 시험을 했다.
2003년 후반 이후에 제조된 3차 도입분부터는 환경 부하 저감을 더욱 추진하는 동시에 표준화 사양의 기기의 채용을 더 진행한 것 외에도 8량 고정 편성이 새롭게 등장했다. 이 시기에 제조된 편성 가운데 3263×6편성에서 시험적으로 측면 전체에도 배장기(방음 커버)를 장착했으며 바닥 전체가 배장기로 뒤덮인 사양으로 등장했다. 또 이 시기에 1차 도입분과 2차 도입분 정면의 청색 띠는 가느다란 형태로 변경되었다.
2005년에는 비교를 위해 3265×6편성의 전동차만 방음 커버를 설치했다. 2006년 2월부터는 3263×6편성은 전동차의 대차 부근에만 방음 커버가 설치되며 그 해에는 3265×6편성에 전밀폐식 주전동기를 탑재하고 시험을 했다. 이들 시험 종료 후의 2008년 7월에는 3263×6편성의 대차 주변 방음 커버는 철거되어 있다.
3000형의 증비는 2007년에 종료되고 6량 고정 편성은 주로 다른 형식 4량 고정 편성과 연결하여 10량 편성으로 급행, 쾌속 급행으로 운용되며, 8량 고정 편성은 주로 각역 정차로 운용되었다.
2007년 11월부터 2008년 3월까지 개업 80주년으로 공모한 '전동차 디자인 콘테스트'의 수상 작품을 3661×8편성 전 차량에 랩핑하여 운행이 이루어졌다.
2010년도부터는 6량 고정 편성의 일부에 대해 신조한 중간차 4량을 포함 10량 고정 편성화에 착수하게 되었으며 6량 편성을 전후로 분할한 후에 중간차 4량을 조성하였다. 이들 편성에서는 신주쿠 방면 선두차에 설치되어 있던 전기 연결기와 브레이크 독체 장치를 철거했으며, 선두차 휠체어 공간의 접이식 좌석을 철거하고 휠체어 슬로프의 수납 장소로 했다. 10량 편성화되는 편성은 2010년도에 가장 새로운 8차 도입분이 선정되었으며, 2011년도에는 7차 도입분의 6량 고정 편성에서 가장 새로운 3278×6편성과 3279×6편성이 선정되었다.

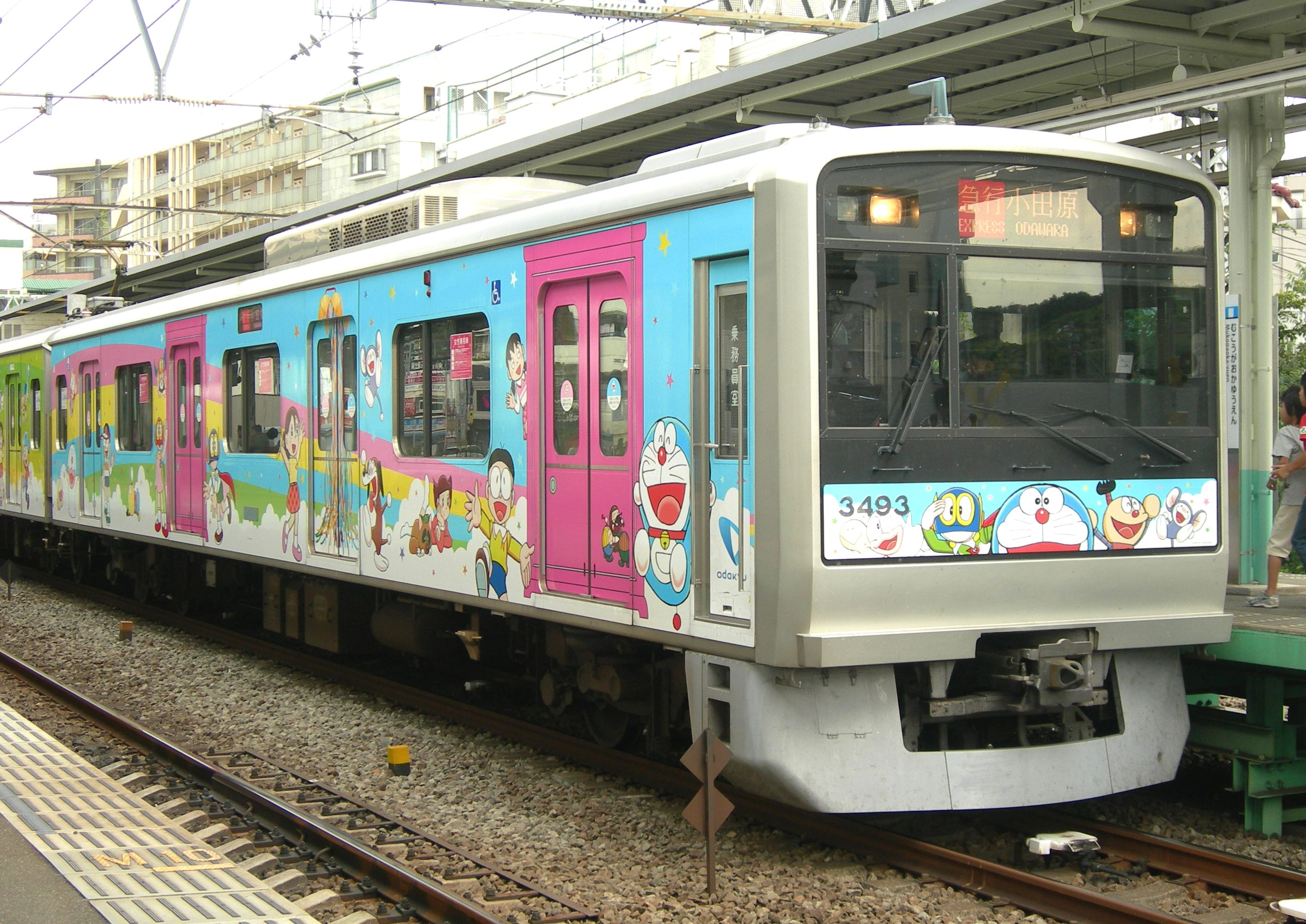
'F-Train'이 된 3093×10

2011년 8월에는 연선의 가와사키 시 다마 구 후지코 F 후지오 박물관 개관을 기념하여
3093×10편성에 후지코 F 후지오 작품의 캐릭터를 디자인한 랩핑을 하고 차내에 장식을 실시한 '오다큐 F-Train'으로 1년간을 목표로 운행되는 것이며 같은 해 8월 3일부터 운행을 개시했다. 그런데 도쿄에서 "랩핑이 거의 전면에 부착되어 있어 조례로 차체의 10%로 규정된 비율을 크게 벗어나 도쿄 도 옥외 광고물 조례에 저촉하고 있다"는 지적을 받았기 때문에 예정보다 대폭 같은해 9월 30일부터 F-Train 운행이 중단되었다. 차내의 장식은 계속되었다.
일단은 운행이 종료된 F-Train이지만, 팬 등에서의 부활을 원하는 문의가 잇따랐으며 오다큐 전철은 연선 지자체와 협의를 거듭한 결과 캐릭터의 도안을 작게하되 캐릭터 수를 늘리는 식으로 기본 조건을 클리어한 후 'F-Train II'로 2012년 7월 20일부터 운행을 재개한다고 발표했다. 이번에는 도시의 옥외 광고 물 표출도 하고있다.
2013년 2월부터 지금까지 시운전에서만 병결한 8000형의 리뉴얼 차량과 병결한 영업 운행이 개시되었다.

## 차량 정보

### 제조시기에 따른 사양의 차이
| 제조 순서          | 1차 도입분         | 2차 도입분 (도큐 차량) | 2차 도입분 (가와사키 중공업) | 3차 도입분              | 4차 도입분              | 5차 도입분                | 6차 도입분                | 7차 도입분                | 8차 도입분                | 9차 도입분 (중간차 신조)  |                         |                         |
| 제조년도           | 2001년도           | 2002년도               | 2003년도                     | 2004년도                | 2004년도                | 2005년도                  | 2005년도                  | 2006년도                  | 2006년도                  | 2010년도                  |                         |                         |
| 제작사             | 일본 차량          | 도큐 차량              | 가와사키 중공업              | 일본 차량               | 도큐 차량               | 가와사키 중공업           | 일본 차량                 | 일본 차량                 | 가와사키 중공업           | 가와사키 중공업           |                         |                         |
| 승객용 출입문      | 와이드 도어 (1.6m) | 표준 도어 (1.3m)       | 표준 도어 (1.3m)             | 표준 도어 (1.3m)        | 표준 도어 (1.3m)        | 표준 도어 (1.3m)          | 표준 도어 (1.3m)          | 표준 도어 (1.3m)          | 표준 도어 (1.3m)          | 표준 도어 (1.3m)          |                         |                         |
| 측면 행선 표시기   | 3색 LED 소형       | 3색 LED 소형           | 3색 LED 대형                 | 3색 LED 대형            | 3색 LED 대형            | 3색 LED 대형              | 3색 LED 대형              | 풀컬러 LED 대형           | 풀컬러 LED 대형           | 풀컬러 LED 대형           |                         |                         |
| 객실내 안내 표시기 | LED 천정 배치      | LED 천정 배치          | LED 천정 배치                | LED 천정 배치           | LCD 천정 배치           | LCD 전체 출입문 상부 배치 | LCD 전체 출입문 상부 배치 | LCD 전체 출입문 상부 배치 | LCD 전체 출입문 상부 배치 | LCD 전체 출입문 상부 배치 |                         |                         |
| 좌석 형태          | 버킷 시트          | 편측식 버킷 시트       | 편측식 버킷 시트             | 편측식 버킷 시트        | 편측식 버킷 시트        | 편측식 버킷 시트          | 편측식 버킷 시트          | 편측식 버킷 시트          | 편측식 버킷 시트          | 편측식 버킷 시트          |                         |                         |
| 배장기 형태        | 소형 스커트        | 소형 스커트            | 소형 스커트                  | 스텝 일체형 대형 스커트 | 스텝 일체형 대형 스커트 | 스텝 일체형 대형 스커트   | 스텝 일체형 대형 스커트   | 스텝 일체형 대형 스커트   | 스텝 일체형 대형 스커트   | 스텝 일체형 대형 스커트   | 스텝 일체형 대형 스커트 | 스텝 일체형 대형 스커트 |
| 주전동기 정격 출력 | 180 kW             | 180 kW                 | 180 kW                       | 190 kW                  | 190 kW                  | 190 kW                    | 190 kW                    | 190 kW                    | 190 kW                    | 190 kW                    |                         |                         |

### 편성표
범례Tc... 제어차, M... 동력차, T... 부수차, VVVF... 제어 장치, SIV... 보조 전원 공급 장치, CP... 압축기, PT... 집전 장치, 간... 간이 운전대

#### 6량 고정편성

##### 1차 도입분·2차 도입분
|                        | ←오다와라·가라키다·후지사와신주쿠·가타세에노시마→ |             |             |             |               |             |
| 호차                   | 1                                                 | 2           | 3           | 4           | 5             | 6           |
| 형식                   | 쿠하 3050                                         | 데하 3000   | 데하 3000   | 데하 3000   | 데하 3000     | 쿠하 3050   |
| 구분                   | Tc2                                               | M4          | M3          | M2          | M1            | Tc1         |
| 차량 번호              | 3551 ∥ 3562                                       | 3501 ∥ 3512 | 3401 ∥ 3412 | 3301 ∥ 3312 | 3201' '∥ 3212 | 3251 ∥ 3262 |
| 탑재 기기              |                                                   | SIV, CP     | VVVF, PT    | SIV, CP     | VVVF, PT      |             |
| 자중                   | 25.8t                                             | 29.5t       | 33.7t       | 30.3t       | 33.8t         | 26.8t       |
| 정원 ()안은 2차 도입분 | 145 (144)                                         | 157 (155)   | 157 (155)   | 157 (155)   | 157 (155)     | 145 (144)   |

##### 3차 도입분-8차 도입분
|                        | ←오다와라·가라키다·후지사와신주쿠·가타세에노시마→ |               |               |               |               |               |
| 호차                   | 1                                                 | 2             | 3             | 4             | 5             | 6             |
| 형식                   | 쿠하 3050                                         | 데하 3000     | 사하 3050     | 데하 3000     | 데하 3000     | 쿠하 3050     |
| 구분                   | Tc2                                               | M3            | T             | M2            | M1            | Tc1           |
| 차량 번호              | 3463 ∥ 3482                                       | 3413 ∥ 3432   | 3363 ∥ 3382   | 3313 ∥ 3332'  | 3213 ∥ 3232   | 3263 ∥ 3282   |
| 탑재 기기              |                                                   | VVVF, PT      | SIV, CP       | SIV, CP       | VVVF, PT      |               |
| 자중 ()안은 8차 도입분 | 26.2t (27.2t)                                     | 33.6t (34.0t) | 28.5t (28.9t) | 33.0t (33.8t) | 34.4t (35.1t) | 27.1t (28.1t) |
| 정원                   | 144                                               | 155           | 155           | 155           | 155           | 144           |

##### 8량 고정편성
|           | ←신마쓰다·가라키다신주쿠→ |             |             |             |             |             |             |             |
| 호차      | 1                         | 2           | 3           | 4           | 5           | 6           | 7           | 8           |
| 형식      | 쿠하 3050                 | 데하 3000   | 데하 3000   | 사하 3050   | 사하 3050   | 데하 3000   | 데하 3000   | 쿠하 3050   |
| 구분      | Tc2                       | M4          | M3          | T2          | T1          | M2          | M1          | Tc1         |
| 차량번호  | 3951 ∥ 3965               | 3901 ∥ 3915 | 3801 ∥ 3815 | 3851 ∥ 3865 | 3751 ∥ 3765 | 3701 ∥ 3715 | 3601 ∥ 3615 | 3651 ∥ 3665 |
| 탑재 기기 |                           | SIV,CP      | VVVF,PT     | CP          | PT          | SIV,CP      | VVVF,PT     |             |
| 자중      | 26.2t                     | 33.0t       | 34.4t       | 26.7t       | 26.3t       | 33.0t       | 34.4t       | 26.4t       |
| 정원      | 144                       | 155         | 155         | 155         | 155         | 155         | 155         | 144         |

##### 10량 고정편성
|                                  | ←오다와라・후지사와신주쿠→                                  |                                                             |                                                             |                                                             |                                                             |                                                             |                                                             |                                                             |                                                             |                                                             |
| 호차                             | 1                                                           | 2                                                           | 3                                                           | 4                                                           | 5                                                           | 6                                                           | 7                                                           | 8                                                           | 9                                                           | 10                                                          |
| 형식                             | 쿠하 3050                                                   | 데하 3000                                                   | 사하 3050                                                   | 데하 3000                                                   | 데하 3000                                                   | 사하 3050                                                   | 사하 3050                                                   | 데하 3000                                                   | 데하 3000                                                   | 쿠하 3050                                                   |
| 구분                             | Tc2                                                         | M5                                                          | T3                                                          | M4                                                          | M3                                                          | T2                                                          | T1                                                          | M2                                                          | M1                                                          | Tc1                                                         |
| 차량번호 ()안은 개번 이전의 번호 | 3491 (3480) 3492 (3481) 3493 (3482) 3494 (3478) 3495 (3479) | 3441 (3430) 3442 (3431) 3443 (3432) 3444 (3428) 3445 (3429) | 3391 (3380) 3392 (3381) 3393 (3382) 3494 (3378) 3495 (3479) | 3341 (신조) 3342 (신조) 3343 (신조) 3344 (신조) 3345 (신조) | 3241 (신조) 3242 (신조) 3243 (신조) 3244 (신조) 3245 (신조) | 3291 (신조) 3292 (신조) 3293 (신조) 3294 (신조) 3295 (신조) | 3191 (신조) 3192 (신조) 3193 (신조) 3194 (신조) 3195 (신조) | 3141 (3330) 3142 (3331) 3143 (3332) 3144 (3328) 3145 (3329) | 3041 (3230) 3042 (3231) 3043 (3232) 3044 (3228) 3045 (3229) | 3091 (3280) 3092 (3281) 3093 (3282) 3094 (3278) 3095 (3279) |
| 기기배치                         |                                                             | VVVF,PT                                                     | SIV,CP                                                      | SIV,CP                                                      | VVVF,PT                                                     | 간                                                          | 간,PT                                                       | SIV,CP                                                      | VVVF,PT                                                     |                                                             |
| 정원                             | 144                                                         | 155                                                         | 155                                                         | 155                                                         | 155                                                         | 155                                                         | 155                                                         | 155                                                         | 155                                                         | 144                                                         |

### 내용주
1. 1 2 3  선두차의 휠체어 공간에 존재하는 3명분의 접이식 간이 좌석을 접은 상태의 입석 정원 증가분은 3명이므로 총 정원은 변하지 않는다(오다큐 운전 차량부(2001) p.81)
2. ↑  교통 신문사 '오다큐 전철의 세계'에서 이 그룹은 '9차 도입분'임이 기재되어 있다.
3. ↑  16도트 표시기를 옆에 12개로 늘어 놓은 것을 세로로 3열로 정렬되었다.(岸上 (2010) p.266)
4. ↑  16도트 표시기를 옆에 12개 늘어 놓은 것을 세로로 3열로 정렬 되었다(岸上 (2010) p.266).
5. ↑  특급 차량은 7000형 LSE부터 30000형 EXE까지 원핸들 마스콘의 채용 실적이 있지만, 모두 오른손 조작식이다.
6. ↑  “屋外広告物のしおり” (PDF) (일본어). 도쿄도 도시정비국 도시만들기 정책부 녹지경관과. 2011. 19쪽. 2012년 1월 19일에 확인함. 차체 한 외면의 각 광고물 등 표시 면적 합계가 당해 외부 면적 10분의 1이하로 하십시오

### 참조주
1. ↑  PHP 연구소 '오다큐 전철의 비밀' 34쪽.
2. ↑  '철도 다이어 정보' 통권 145호 p.15
3. ↑  “『오다큐 F-Train』 8월 3일(수)부터 운행 개시” (PDF) (보도 자료) (일본어). 오다큐 전철. 2011년 8월 2일. 2012년 1월 19일에 확인함.
4. ↑  “후지코 F 후지오의 인기 캐릭터가 랩핑 전동차에 '오다큐 F-Train'” (일본어). 新宿経済新聞. 2011년 8월 2일. 2012년 1월 19일에 확인함.
5. ↑  “오다큐 8000형 갱신차와 3000형이 병결하여 영업 운행” (일본어). 교우사『철도팬』railf.jp 철도 뉴스. 2013년 2월 24일. 2013년 3월 13일에 확인함.

## 참고 문헌

### 도서
- 大幡哲海 (2002). 《오다큐 전철의 차량》. JTB 퍼블리싱. ISBN 4533044697.

### 잡지 기사
- 오다큐 전철(주) 운전 차량부 (2001년 12월). “오다큐 전철 3000형 통근차량”. 《철도저널》 (철도저널사) (422): 80–83p.
- 岸上明彦 (2010년 1월). “오다큐 전철 현유차량 프로필”. 《철도 픽토리열》 (전기차 연구회) (829): 241–295.
- 岸上明彦 (2010년 1월). “오다큐 전철 주요 제원표”. 《철도 픽토리얼》 (전기차 연구회) (829): 310–318.
- 杉田弘志 (2010년 1월). “오다큐 전철 열차 운행의 변천과 그 관심사”. 《철도 픽토리얼》 (전기차 연구회) (829): 204–219.